# Caja España-Duero
Caja España-Duero (Caja España de Inversiones, Salamanca y Soria, Caja de Ahorros y Monte de Piedad) és una caixa d'estalvis resultant de la fusió entre dues caixes, Caja España i Caja Duero.
Davant les noves exigències plantejades pel Banc d'Espanya a principis de l'any 2011, la caixa resultant de la fusió estudia la possibilitat d'una nova fusió. En un inici hi havia dues negociacions, una fusió amb Unicaja i Ibercaja, o unir-se al grup Banc Mare Nostrum (BMN). Aquest últim grup (BMN) ha trencat les negociacions per no haver arribat a un acord.